# 4S-dance company
4S-dance company, ook 4S-dance ensemble of 4S Silat & Dance, voorheen de Sana Budaya Dance Company (SBDC), is een dans- en vechtkunstgezelschap in Suriname. 4S is de afkorting van 'Sanggar Seni Silat Suriname' (Javaans voor: studio voor kunst en penchak silat).
De SBDC werd in oktober 2009 opgericht door Dwight Warsodikromo en ontstond door zijn lessen in pencak silat en dans aan de Soeki Irodikromo Volksacademie. Beide zijn gevestigd is op het terrein van Sana Budaya in Geyersvlijt, Paramaribo,
De dansgroep trad in 2010 op in Barbados, waar het succes had met het stuk Guloh (suiker), waar Warsodikromo zelf de choreografie voor schreef. Hier werden de dansers voor het eerst beschilderd, een richting waaraan later is blijven vasthouden. Bij terugkomst in Suriname voerde hij het stuk meer dan twintig keer op. Ondertussen groeide het aantal dansers van zes uit naar tien in 2012 en waren er op dat moment vier vaste musici aan het gezelschap verbonden. In 2014 gaf het gezelschap voorstellingen in Nederland, Italië, de Verenigde Staten en het Verenigd Koninkrijk.
Tussen 2014 en 2016 wijzigde Warsodikromo de naam naar 4S, wat een afkorting is voor 'Sanggar Seni Silat Suriname' (Javaans voor: studio voor kunst en penchak silat). Optredens worden gegeven onder verschillende namen, zoals 4S-dance company, 4S-dance ensemble en 4S Silat & Dance.